# Грађанско васпитање
Грађанско васпитање се предаје у школама, као академски предмет сличан политици или социологији. Познато је под различитим именима у различитим земљама – на пример, „образовање о грађанству“ (или само „грађанство“ скраћено) у Великој Британији, „грађанско“ у САД и „образовање за демократско грађанство“ у деловима Европе. Различити називи предмета огледају се у различитим приступима грађанском образовању који су усвојени у различитим земљама. Они су често последица јединственог историјског и политичког развоја у различитим земљама.
У многим земљама фокус наставе је на активном грађанству. Сврха „активног грађанства” је да научи ученике да раде заједно и предузимају практичне акције, користећи своје знање и разумевање о грађанству како би допринели бољем друштву. На пример, након учења о људским правима, различитостима и неједнакости, ученици могу одлучити да оснују пројекат који ће се бавити расизмом у својој школи или локалној заједници. Други примери пројеката активног грађанства укључују покретање програма рециклаже, оснивање студентских акционих група за решавање малтретирања или промовисање фер трговине или кампање за снижавање старосне границе за гласање на 16 година.

## Државе

### Енглеска
Грађанско образовање је обавезни предмет у енглеском наставном плану и програму од 2001. Мора се предавати као део школског програма свим ученицима узраста од 11 до 16 година у државним школама у Енглеској. Тренутни наставни програм уведен је 2014. године и детаљно препознаје четири кључне области:
- Политика: парламентарна демократија у Великој Британији; Парламент, гласање, избори, политичке партије; Утицај грађана кроз демократске процесе; Други системи власти изван УК; Односи Велике Британије са Европом, комонвелт, свет.
- Финансијске вештине: функције и употреба новца; Лични буџет, управљање новцем; Плате, порези, кредит, дуг, финансијски ризик, финансијски производи и услуге.
- Волонтирање: начини на које грађанин може допринети побољшању своје заједнице; Прилика за активно учешће у волонтирању у заједници.
- Закон: Драгоцене слободе које уживају грађани Уједињеног Краљевства; Природа правила и закона, кривично и грађанско право; Правосудни систем; Разноликост у Великој Британији – потреба за узајамним поштовањем и разумевањем

### Историја
Грађанско васпитање уведено је као обавезни предмет у енглеском државном плану и програму 2001. године на препоруку Криковог извештаја  из 1998. Овај извештај, који је наручила Влада нових лабуриста након победе на изборима 1997. године, тражио је „ништа мање него промену политичке културе ове земље како на националном, тако и на локалном нивоу: да људи о себи мисле као о активним грађанима, вољним, способним и обученим да имају утицај у јавном животу и са критичним капацитетима да одвагају доказе пре него што говоре и делају.” У извештају се препоручује  „да су грађанско и учење о демократији... толико важни и за школе и за живот нације да мора постојати законски захтев за школе да осигурају да је то део права свих ученика“ Пре тога, од 1990. године, постојала је међупредметна тема „Образовање за грађанство“ (ЦГ8).
У исто време када је предмет уведен 2001. године, почела је лонгитудинална студија коју је водио НфЕР. Ова студија је проучавала утицаје учења о грађанству у периоду од 10 година. Наставни план и програм грађанског васпитања је ревидиран 2007/8. године како би се фокусирао на 'кључне концепте' демократије и правде, права и одговорности, и идентитета и различитости (заједнички живот у УК); и „Кључни процеси“ критичког мишљења и истраживања, заступања и представљања, и информисаног и одговорног деловања. Ова верзија наставног плана и програма се посебно бавила практичном страном грађанства – која превазилази само знање о институцијама.
Након општих избора 2010. године, избором нове коалиционе владе, Влада је покренула ревизију Националног наставног плана и програма, укључујући и предмет Грађанско васпитање. Упркос првобитним страховима да ће предмет у потпуности бити уклоњен из Националног плана и програма, он је задржан. Међутим, објављен је ревидирани садржај који је знатно смањен и поново фокусиран на знање, а не на вештине и праксу. Велики део централне подршке овом предмету, као што је обука наставника, је уклоњен.

### Тренутна ситуација
Године 2018. Дом лордова је објавио „Везе које везују: грађанство и грађански ангажман у 21. веку“ који је био веома критичан према стању образовања о грађанском васпитању у енглеским школама, којем је било дозвољено да се 'деградира до лошег стања' (став 162). Позива се на законско право на образовање о држављанству од основног до краја средњег образовања, што би Офстед требало да провери и треба да се узме у обзир када Офстед одлучује да ли школа треба да буде оцењена као изванредна. Такође позива Офстед да предузме ревизију квалитета грађанског образовања у школама и истакне најбољу праксу. Остале препоруке укључују:
- Влада треба да постави циљ да у свакој средњој школи има довољно обучених наставника за грађанско који ће имати специјалисте за грађанско (став 132).
- Влада треба да успостави грађанско образовање као приоритетни предмет за обуку наставника и да обезбеди стипендије за кандидате. Треба предузети хитне мере да се појачају програми сталног професионалног развоја за оне који су спремни да преузму и воде грађанско образовање у својој школи (став 133).
- Влада треба да обезбеди да Национални колеџ за наставу и руковођење омогући наставницима грађанског да се пријаве за специјалистичке руководиоце образовања (став 135.)
- Офстед би требало да изврши ревизију тренутне понуде и квалитета грађанског образовања у школама и истакне најбољу праксу. Ово би требало да буде праћено дугорочним праћењем да ли грађанско образовање остварује скуп критеријума или циљева које му је Влада поставила (став 143).
- Влада би требало да ради са испитним комисијама како би осигурала да квалификације грађанства садрже пројекте активног грађанства као значајан део квалификације (став 148).
- Влада би требало да изврши ревизију наставног плана и програма грађанског васпитања и формулише нови наставни план и програм који укључује заједничке вредности британског држављанства, НЦС и пројекте активног грађанства. Појединачне измене направљене без позивања на постојећи наставни план и програм треба избегавати (став 161).[2]

„Академизација“ образовног система у Енглеској имала је драматичан утицај на учење о грађанском васпитању. Академије не морају да прате национални наставни план и програм, а пошто су више од половине свих енглеских школа (¾ средњих школа) сада академије, то је подрило наставу о грађанском као посебном предмету. Школско постигнуће је било фокусирано на мали број основних предмета, што је довело до тога да се мањи значај придаје другим предметима као што су уметност, драма, музика и грађанско образовање. Такође је већи нагласак на испитним резултатима, а не на настави, што је обесхрабрило више искуствено учење. Као последица тога, неколико средњих школа сада има квалификоване наставнике за грађанско, а само неколико њих држи предмет као посебан предмет.
Што је још охрабрујуће за предмет, 2019. године Офстед је објавио свој нови оквир инспекције, који је био позитивнији за грађанско – школе би се у будућности оцењивале узимајући у обзир уравнотеженији наставни план и програм, укључујући грађанско.
ГЦСЕ из „Студије о држављанству“ је доступан студентима у кључној фази 4. Три главна тела за доделу у Енглеској (АКА, ОЦР и Едексел) нуде ову квалификацију као цео и убрзани курс. Квалификација укључује контролисану процену засновану на пројекту активног грађанства у којем су учествовали. Такође постоји А ниво у студијама о грађанству који је доступан преко АКА. Ову квалификацију вреднују водећи универзитети, укључујући Универзитет Кембриџ. Више од 500.000 младих људи је сада стекло квалификације за студије грађанског од 2002. године.

### Ирска
Студије о држављанству уведене су као обавезан предмет 1990-их у Ирској. Познато је као ЦСПЕ (Грађанско, друштвено и политичко образовање) и предаје се деци од 12 до 16 година. У 2009. години очекује се да ће се додатни предмет који је тренутно под радним називом 'Друштво и политика' понудити као предмет ученицима између 16-18 година у средњим школама у Републици Ирској.

### Француска
У Француској је грађанско образовање познато као ЕЦЈС (education civique, juridique et sociale) у средњој школи и "éducation civique" у основној школи.
Као одговор на терористичке нападе у Паризу 7-9. јануара 2015, Француска је објавила нови план за реинтеграцију држављанства у француски образовни систем. План има за циљ да врати ауторитет наставницима, ојача вредности Републике и промовише вредности заједнице. То укључује обуку за наставнике, годишњу повељу коју треба да потпишу и ученици и старатељи, задатке друштвено корисног рада за лоше понашање ученика и дан “ laïcité,,, или секуларизма, сваке године 9. децембра.

### Пољска
У Пољској је држављанство познато као ВоС ( "Wiedza o Społeczeństwie" дословно „Знање о друштву“) и изучава се као један од матурских предмета.

### Шпанија
У Шпанији је недавно закон увео ЕпЦ (Educación para la Ciudadanía). Међутим, нови закон о образовању који је усвојен то ће избацити из наставног плана и програма.

### Финска
У Финској грађанско образовање је познато као YH, YT or YO. (yhteiskuntaoppi)

### Норвешка
У Норвешкој образовање о држављанству је примарни мандат друштвених студија.

### Шведска
У Шведској је образовање о грађанству углавном фокусирано на предмет Друштвене студије - Samhällskunskap, али и на Економију потрошача у оквиру предмета Hem- och konsumentkunskap  који је најближе повезан са Економијом домаћинства.

### Индонезија
Грађанско образовање у Индонезији је осмишљено и имплементирано на националном нивоу.

### Кина
У Кини постоји необична врста образовања о држављанству која би се могла назвати образовањем „људства“.

### Хондурас
У Хондурасу, да би завршили 6. разред, ученици морају да положе „Тест химне“. Овај тест има за циљ да измери разумевање ученика о историји земље, као и о застави и грбу.

## Критика грађанског васпитања у школама
Постоје две врсте критике грађанског васпитања у школама. Прво, неки филозофи образовања тврде да већина влада и мејнстрим политика стимулише и заговара упитне приступе грађанском образовању. Ови приступи имају за циљ да развију специфичне диспозиције код ученика, склоности које доприносе политичком учешћу и солидарности. Али постоје радикално различити погледи на природу доброг грађанства и образовање треба да укључује и развија аутономију и отвореност. Стога је потребан критичнији приступ него што је то могуће када се политичко учешће и солидарност замишљају као циљеви образовања. Друго, неки едукатори тврде да је само подучавање деце о теорији грађанства неефикасно, осим ако школе саме не одражавају демократску праксу дајући деци прилику да имају право гласа у доношењу одлука. Они сугеришу да су школе у основи недемократске институције и да такво окружење не може деци усадити посвећеност и веру у демократске вредности које су неопходне да би грађанско образовање имало одговарајући утицај. Неки едукатори повезују ову критику са Џоном Дјуијем (али види критичке коментаре на ову интерпретацију Дјуија: Ван дер Плоег, 2016).